# Festival de Cine de Gramado

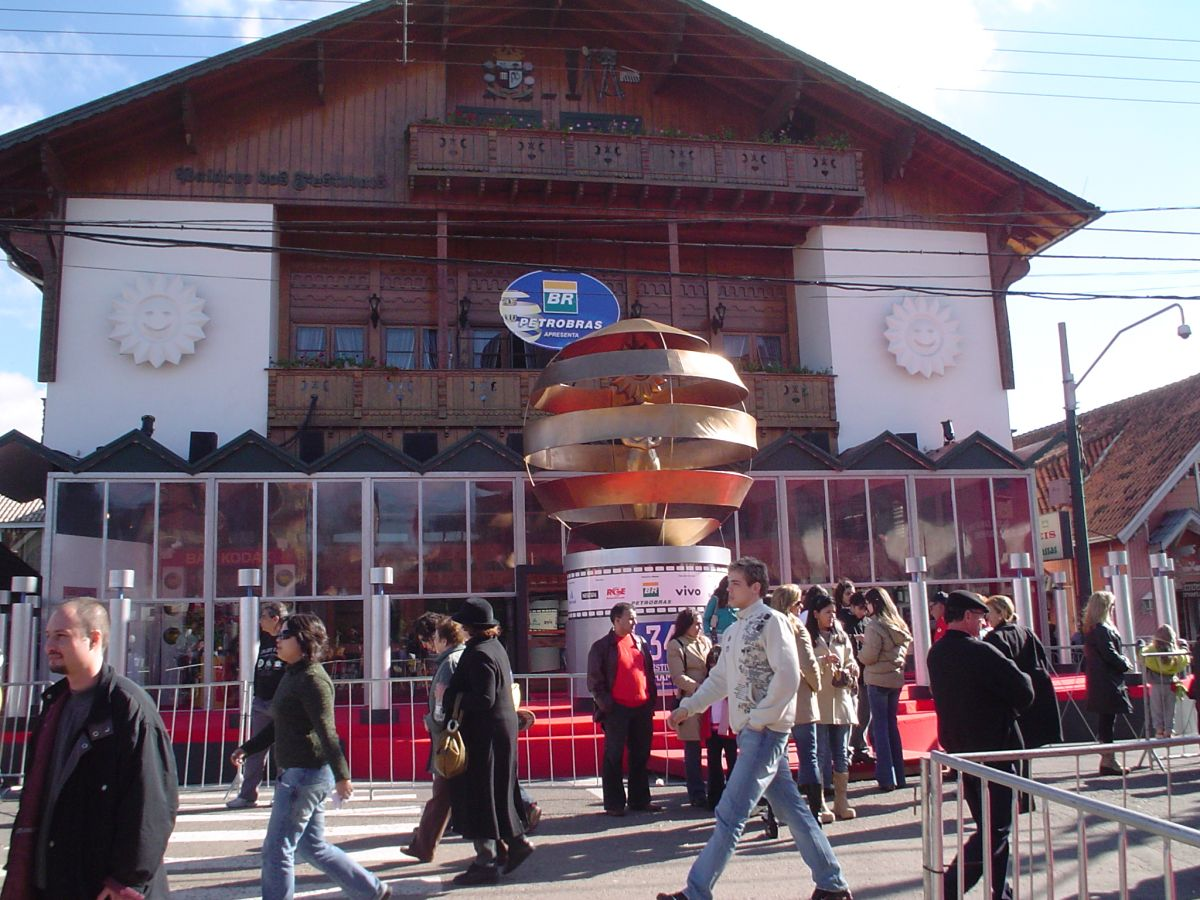
Gramado, ciudad de Brasil donde se realiza el Festival de Cine de Gramado.

El Festival de Cine de Gramado es un festival que se realiza anualmente en el mes de agosto, en la ciudad de Gramado (Río Grande do Sul, Brasil), desde 1973. Gramado pertenece a la zona y cultura gaucha (gaúcha), ubicada en el sur de Brasil, parte de la gran zona gaucha, en la que también está incluido el Uruguay y gran parte de Argentina.
Su premio es el Kikito de Oro, una estatuilla artesanal sonriente, creada por la artista Elisabeth Rosenfeld, como Dios del Buen Humor, que se volvió símbolo de la ciudad de Gramado.
El festival entrega cuatro bloques de premios:
- Largometrajes brasileños
- Largometrajes extranjeros
- Cortometrajes
- Muestra de cine gaucho

## Ganadores

### Edición 2018
Largometrajes extranjeros
- Mejor Fotografía: Nelson Wainstein, por Averno
- Mejor Guion: Marcelo Martinessi, por Las Herederas
- Mejor Actor: Néstor Guzzini, por Mi mundial
- Mejor Actriz: Ana Brun, Margarita Irún y Ana Ivanova, por Las Herederas
- Premio Especial del Jurado: Averno, de Marcos Loayza
- Mejor Película del Jurado Popular: Las Herederas, de Marcelo Martinessi
- Mejor Película del Jurado de Crítica: Las Herederas, de Marcelo Martinessi
- Mejor Dirección: Marcelo Martinessi, por Las Herederas
- Mejor Película: Las Herederas, de Marcelo Martinessi

Largometrajes brasileños
- Mejor Diseño de Sonido: Alexandre Rogoski, por Ferrugem
- Mejor Banda Musical: Max De Castro e Wilson Simoninha, Por Simonal
- Mejor Dirección de Arte: Yurika Yamazaki, por Simonal
- Mejor Montaje: Gustavo Giani, por A Voz Do Silêncio
- Mejor Actor Coadjuvante: Ricardo Gelli, por 10 Segundos Para Vencer
- Mejor Actriz Coadjuvante: Adriana Esteves, por Benzinho
- Mejor Fotografía: Pablo Baião, por Simonal
- Mejor Guion: Jessica Candal e Aly Muritiba, Por Ferrugem
- Mejor Actor: Osmar Prado, por 10 Segundos Para Vencer
- Mejor Actriz: Karine Telles, por Benzinho
- Mención Honrosa: A Cidade Dos Piratas, de Otto Guerra
- Mejor Película del Jurado Popular: Benzinho, de Gustavo Pizzi
- Mejor Película del Jurado de Crítica: Benzinho, de Gustavo Pizzi
- Mejor Dirección: André Ristum, por A Voz Do Silêncio
- Mejor Película: Ferrugem, de Aly Muritiba

### Edición 2017
Largometrajes brasileños
- Mejor Película: “Como Nossos Pais”, de Laís Bodanzky
- Mejor Dirección: Laís Bodanzky, por “Como Nossos Pais”
- Mejor Actriz: Maria Ribeiro, por “Como Nossos Pais”
- Mejor Actor: Paulo Vilhena, por “Como Nossos Pais”
- Mejor Actriz Coadjuvante: Clarisse Abujamra, por “Como Nossos Pais”
- Mejor Actor Coadjuvante: Marco Ricca, por “As Duas Irenes”
- Mejor Guion: Fabio Meira, por “As Duas Irenes”
- Mejor Fotografía: Fabrício Tadeu, por “O Matador”
- Mejor Montaje: Rodrigo Menecucci, por “Como Nossos Pais”
- Mejor Banda Musical: Ed Côrtes, por “O Matador”
- Mejor Dirección de Arte: Fernanda Carlucci, por “As Duas Irenes”
- Mejor Diseño de Sonido: Augusto Stern e Fernando Efron, por “Bio”
- Mejor Película – Jurado Popular: “Bio”, de Carlos Gerbase
- Mejor Película – Jurado de Crítica: “As Duas Irenes”, de Fabio Meira
- Premio Especial del Jurado: Carlos Gerbase, pela Dirección dos 39 Actores e Actrices em “Bio”
- Premio Especial del Jurado – Troféu Cidade de Gramado: Paulo Betti e Eliane Giardini, pela contribuição à arte dramática no teatro, televisão e cinema brasileiros

Largometrajes extranjeros
- Mejor Película: “Sinfonia Para Ana”, de Virna Molina e Ernesto Ardito
- Mejor Dirección: Federico Godfrid, por “Pinamar”
- Mejor Actriz: Katerina D’Onofrio, por “La última tarde”
- Mejor Actor: Juan Grandinetti y Agustín Pardella, por “Pinamar”
- Mejor Guion: Joel Calero, por “La última tarde”
- Mejor Fotografía: Fernando Molina, por “Sinfonia Para Ana”
- Mejor Película – Jurado Popular: “Mirando al Cielo”, de Guzmán García
- Mejor Película – Jurado de Crítica: “Pinamar”, de Federico Godfrid
- Premio Especial del Jurado: “Los Niños”, de Maite Alberdi

### Edición 2016
Largometrajes brasileños
- Mejor Película: “Barata Ribeiro, 716”, de Domingos Oliveira
- Mejor Dirección: Domingos Oliveira, por “Barata Ribeiro, 716”
- Mejor Actriz: Andréia Horta, por “Elis”
- Mejor Actor: Paulo Tiefenthaler, por “O Roubo da Taça”
- Mejor Actriz Coadjuvante: Glauce Guima, por “Barata Ribeiro, 716”
- Mejor Actor Coadjuvante: Bruno Kott, por “El Mate”
- Mejor Guion: Lucas Silvestre e Caíto Ortiz, por “O Roubo da Taça”
- Mejor Fotografía: Ralph Strelow, por “O Roubo da Taça”
- Mejor Montaje: Tiago Feliciano, por “Elis”
- Mejor Banda Musical: Domingos Oliveira, por “Barata Ribeiro, 716”
- Mejor Dirección de Arte: Fábio Goldfarb, por “O Roubo da Taça”
- Mejor Diseño de Sonido: Daniel Turini, Fernando Henna, Armando Torres Jr. e Fernando Oliver, por “O Silêncio do Céu”
- Mejor Película – Jurado Popular: “Elis”, de Hugo Prata
- Mejor Película – Jurado de Crítica: “O Silêncio do Céu”, de Marco Dutra
- Premio Especial del Jurado: “O Silêncio do Céu”, pelo domínio da construção narrativa e da linguagem cinematográfica

Largometrajes extranjeros
- Mejor Película: “Guaraní”, de Luis Zorraquín
- Mejor Dirección: Fernando Lavanderos, por “Sin Norte”
- Mejor Actriz: Verónica Perrotta, por “Las Toninas Van al Este”
- Mejor Actor: Emilio Barreto, por “Guaraní”
- Mejor Guion: Luis Zorraquín e Simón Franco, por “Guaraní”
- Mejor Fotografía: Andrés Garcés, por “Sin Norte”
- Mejor Película – Jurado Popular: “Esteros”, de Papu Curotto
- Mejor Película – Jurado de Crítica: “Sin Norte”, de Fernando Lavanderos
- Premio Especial del Jurado: “Esteros”, pela Dirección delicada e inteligente da história de amor dos Actores mirins.

### Edición 2015
Largometrajes brasileños
- Mejor Película: “Ausência”, de Chico Teixeira
- Diretor: Chico Teixeira, por “Ausência”
- Actor: Breno Nina, por “O Último Cine Drive-In”
- Actriz: Mariana Ximenes, por “Um Homem Só”
- Actor Coadjuvante: Otávio Müller, por “Um Homem Só”
- Actriz Coadjuvante: Fernanda Rocha, por “O Último Cine Drive-In”
- Mejor Película -Jurado Popular: “O Outro Lado do Paraíso”, de André Ristum
- Mejor Película – Jurado de Crítica: “O Último Cine Drive-In”, de Iberê Carvalho
- Guion: Chico Teixeira, César Turim e Sabina Anzoategui, por “Ausência”
- Montaje: Federico Brioni, por “Ponto Zero”
- Fotografía: Adrian Teijido, por “Um Homem Só”
- Dirección de Arte: Maíra Carvalho, por “O Último Cine Drive-In”
- Banda Sonora: Alexandre Kassin, por “Ausência”
- Sonido: Kiko Ferraz e Christian Vaz, por “Ponto Zero”

Largometrajes extranjeros
- Mejor Película: “La Salada”, de Juan Martín Hsu
- Diretor: Kiki Álvarez, por “Venecia”
- Actor: Gilberto Barraza, por “En la Estancia”
- Actriz: Claudia Muñiz, Marianela Pupo e Maribel Garzón, por “Venecia”
- Premio del Jurado Popular: “Ella”, de Libia Gómez Días
- Mejor Película – Jurado de Crítica: “La Salada”, de Juan Martín Hsu
- Guion: Carlos Armella, por “En la Estancia”
- Fotografía: Nicolas Ordóñez, por “Venecia”
- Premio Dom Quixote: “En la Estancia”, de Carlos Armella

### Edición 2014
Largometrajes brasileños
- Mejor Película: “A Estrada 47”, de Vicente Ferraz
- Mejor Dirección: Marcelo Galvão, por “A Despedida”
- Mejor Actriz: Juliana Paes, por “A Despedida”
- Mejor Actor: Nelson Xavier, por “A Despedida”
- Mejor Actriz Coadjuvante: Andrea Buzato, por “Os Senhores da Guerra”
- Mejor Actor Coadjuvante: Paulo Betti, por “Infância”
- Mejor Diseño de Sonido: Branco Neskov, por “A Estrada 47”
- Mejor Banda Musical: Alceu Valença, por “A Luneta do Tempo”
- Mejor Dirección de Arte: Moacyr Gramacho, por “A Luneta do Tempo”
- Mejor Montaje: Tina Saphira, por “Infância”
- Mejor Fotografía: Eduardo Makino, por “A Despedida”
- Mejor Guion: Domingos Oliveira, por “Infância”
- Premio Especial del Jurado: Fernanda Montenegro (“Infância”) e “Os Senhores da Guerra”, de Tabajara Ruas

Largometrajes latinos
- Mejor Película: “El lugar del hijo”, de Manuel Nieto
- Mejor Dirección: Moisés Sepúlveda, por “Las Analfabetas”
- Mejor Actriz: Paulina Garcia e Valentina Muhr, por “Las Analfabetas”
- Mejor Actor: Felipe Dieste, por “El Lugar Del Hijo”
- Mejor Fotografía: Arnaldo Rodríguez, por “Las Analfabetas”
- Mejor Guion: Manuel Nieto, por “El Lugar Del Hijo”
- Premio Dom Quixote: “Las Analfabetas”, de Moisés Sepúlvedas
- Mejor Largometrajes brasileños - Jurado Popular: “O Segredo dos Diamantes”, de Helvécio Ratton
- Mejor longa-metragem latino - Jurado Popular: “Esclavo de Dios”, de Joel Novoa
- Mejor Largometrajes brasileños - Jurado de Crítica: “Sinfonia da Necrópole”, de Juliana Rojas
- Mejor longa-metragem latino - Jurado de Crítica: “El Crítico”, de Hernán Guerschuny

### Edición 2013
Largometrajes brasileños
- Mejor Película: “Tatuagem”
- Mejor Diretor: Andradina Azevedo e Dida Andrade, por “A Bruta Flor do Querer”
- Mejor Actor: Irandhir Santos, por “Tatuagem”
- Mejor Actriz: Leandra Leal, por “Éden”
- Mejor Guion: Domingos Oliveira, por “Primeiro Dia de Um Ano Qualquer”
- Mejor Fotografía: Gallo Rivas, por “A Bruta Flor do Querer”
- Mejor Montaje: Karen Harley, por “Os Amigos”
- Mejor Banda Musical: Dj. Dolores, por “Tatuagem”
- Mejor Dirección de Arte: Eloar Guazelli e Pillar Prado, “Até Que A Sbórnia Nos Separe”
- Mejor Diseño de Sonido: Edson Secco, por “Éden”
- Mejor Actor Coadjuvante: Walmor Chagas, por “A Coleção Invisível”
- Premio Especial del Jurado: “Revelando Sebastião Salgado”

Largometrajes extranjeros
- Mejor Película: “Repare Bem”, de Maria de Medeiros
- Mejor Diretor: Roberto Flores Prieto, por “Cazando Luciérnagas”
- Mejor Actor: Cesar Troncoso, por “A Oeste do Fim do Mundo”
- Mejor Actriz: Valentina Abril, por “Cazandro Luciérnagas”
- Mejor Guion: Carlos Franco Esguerra,, por “Cazando Luciérnagas”
- Mejor Fotografía: Eduardo Ramírez González, por “Cazando Luciérnagas”
- Premio Especial del Jurado: Grupo de Teatro Comunitário Catalinas Sur em “Veninos de Muy Lejos”
- Mejor Largometrajes extranjeros – Jurado de la crítica: “Repare Bem”, de Maria de Medeiros
- Mejor Largometrajes brasileños – Jurado de la crítica: “Tatuagem”, Hilton Lacerda
- Mejor Largometraje extranjero – Jurado Popular: “A Oeste do Fim do Mundo”, de Paulo Nascimento
- Mejor Largometraje brasileño – Jurado Popular: “Até Que a Sbórnia nos Separe”, de Otto Guerra e Ennio Torresan Jr. e “A Coleção Invisível”, de Bernard Attal

### Edición 2012
Largometrajes brasileños
- Mejor Película: “Colegas”, de Marcelo Galvão
- Mejor Diseño de Sonido: Kleber Mendonça Filho e Pablo Lamar, por “O Sonido ao Redor”
- Mejor Banda Musical: André Abujamra, por “Futuro do Pretérito: Tropicalismo Now!”
- Mejor Dirección de Arte: Zenor Ribas, por “Colegas”
- Mejor Montaje: Leyda Napoles, por “Jorge Mautner – O Filho do Holocausto”
- Mejor Fotografía: Gustavo Hadba, por “Jorge Mautner – O Filho do Holocausto”
- Mejor Guion: Pedro Bial, por “Jorge Mautner – O Filho do Holocausto”
- Mejor Actriz: Fernanda Vianna, por “O Que Se Move”
- Mejor Actor: Marat Descartes, por “Super Nada”
- Premio Especial del Jurado: Breno Viola, Rita Pokk e Ariel Goldenberg, por “Colegas”
- Mejor Película – Jurado Popular: “O Sonido ao Redor”, de Kleber Mendonça Filho
- Mejor Película – Jurado de Crítica: “O Sonido ao Redor”, de Kleber Mendonça Filho
- Mejor Diretor: Kleber Mendonça Filho, por “O Sonido ao Redor”

Largometrajes extranjeros
- Mejor Película: “Artigas: La Redota”, de César Charlone
- Mejor Fotografía: Boris e Larry Peters, por “Leontina”
- Mejor Guion: Eduardo del Llano Rodríguez, por “Vinci”
- Mejor Actor: Jorge Esmoris, por “Artigas: La Redota”
- Mención honrosa: Daniel Fernández e Mariana Pereira, pela Dirección de arte de “Artigas, la Redota”; Luciano Supervielle, pela Banda de “Artigas, La Redota”; e Osvaldo Montes, pela Banda de “Vinci”
- Mejor Película – Jurado Popular: “Artigas, La Redota”, de César Charlone
- Mejor Película – Jurado de Crítica: “Artigas: La Redota”, de César Charlone
- Mejor Diretor: César Charlone, por “Artigas: La Redota”

### Edición 2007
En 2007 los dos principales premios fueron:
- Mejor largometraje brasileño: Castelar e Nelson Dantas no Pais dos Generais (Castelar y Nelson Dantas en el país de los generales) de Carlos Prates
- Mejor largometraje extranjero: Nacido y criado (Argentina y Reino Unido) de Pablo Trapero